# Josima Feldszuh
Josima Feldszuh, także Josima Feldschuh (ur. 26 czerwca 1929, zm. 21 kwietnia 1943 w Pustelniku) – polska nastoletnia pianistka i kompozytorka żydowskiego pochodzenia.

## Życiorys
Urodziła się 26 czerwca 1929 roku w rodzinie pisarza i działacza syjonistycznego Rubina Feldszuha i pianistki i muzykolożki Perły (Pniny) z domu Richter. Jej bliską krewną (kuzynką ojca) była Rachela Auerbach. Josima wychowywała się w Czortkowie, odwiedzając okazjonalnie Warszawę. Matka zaczęła ją uczyć gry na fortepianie, gdy Josimia miała pięć lat. Według artykułu Auerbach w izraelskim periodyku „Davar” z 26 stycznia 1951 roku, Feldszuh posiadała słuch absolutny. Cechowała ją także bardzo dobra pamięć muzyczna, dzięki której wykonywała bez nut kompozycje m.in. Chopina, Mendelssohna, Beethovena i Bacha, przy grze prezentując jej własne interpretacje.
W listopadzie 1940 roku rodzina Feldszuhów została zmuszona do zamieszkania w getcie warszawskim. Tam, podczas salonu muzycznego, profesjonalni muzycy po raz pierwszy usłyszeli i pozytywnie zaopiniowali grę Josimy. Od tego czasu Josima zaczęła pobierać lekcje gry na pianinie u Hanny Dikstein, a także przygotowywać się do debiutu koncertowego. Przygotowania do występu trwały kilka miesięcy. W ubogim domu Feldszuhów jedynym wartościowym sprzętem był fortepian. Josima miała zagrać IX koncert fortepianowy Wolfganga Amadeusza Mozarta w towarzystwie Żydowskiej Orkiestry Symfonicznej, której członkowie, pośród których byli Ludwik Holcman, Marian Neuteich i Adam Furmański, przed wojną należeli m.in. do zespołów Filharmonii Warszawskiej i Opery. Członkowie zespołu z początku podchodzili do Josimy z dystansem, jednak ich obawy rozwiała wspólna próba. Koncert, który zapowiadały rozwieszone w całym getcie plakaty z przedwojennym zdjęciem uśmiechniętej Feldszuh, odbył się 15 marca 1941 roku. Pianistka miała wtedy 11 lat. Występ Feldszuh poprzedziły kompozycje Mozarta i Schuberta w wykonaniu Żydowskiej Orkiestry Symfonicznej. Jej debiut został przyjęty entuzjastycznie, a pianistka podczas bisu wykonała dodatkowo dwa utwory własne. Feldszuh uznano za cudowne dziecko.
Josima chciała w przyszłości zostać kompozytorką. Według słów Auerbach, marzyła „«udowodnić światu», że kobiety są zdolne nie tylko grać utwory innych lecz także same tworzyć muzykę”. Z twórczości Josimy przetrwało 17 kompozycji, w tym 6 mazurków i walc, a także utwory Ptaszek opowiada, Wiejscy muzykanci, Szemranie strumyka. W jej Suicie wschodniej widać inspirację tradycją pieśni szabatowych i melodii modlitewnych.
Rodzice Josimy nie przystali na możliwość wydostania córki z getta, ponieważ obawiali się rozdzielenia rodziny. W lecie 1942 roku Feldszuhowie zaczęli ukrywać się w getcie, by uniknąć deportacji do Treblinki; w tym czasie Josima zachorowała na zapalenie płuc, które rozwinęło się później w gruźlicę. Rodzina skutecznie ukrywała się do stycznia 1943 roku, gdy dzięki Szoszanie Kassower udało się jej uciec. Po aryjskiej stronie u Josimy zdiagnozowano finalne stadium gruźlicy. Rodzina następnie ukryła się w Pustelniku, gdzie Josima zmarła 21 kwietnia 1943 roku. Jej matka popełniła samobójstwo. Po wojnie Rubin Feldszuh przeniósł szczątki żony i córki, prawdopodobnie na cmentarz żydowski w Warszawie.
Kompozycje Feldszuh pojawiają się we współczesnym repertuarze koncertowym. Jej utwory zostały wykonane m.in. podczas POLIN Music Festival oraz koncertu poświęconemu Feldszuh w wykonaniu pianistki Emilii Sitarz (2021, Muzeum Historii Żydów Polskich Polin). W 2019 roku, w 76. rocznicę wybuchu powstania w getcie warszawskim, w Warszawie dokonano pełnego odtworzenia koncertu z 15 marca 1941 roku z okazji 76. rocznicy wybuchu powstania w getcie warszawskim. Partię Josimy wykonała Lauren Zhang w towarzystwie orkiestry Sinfonia Varsovia pod batutą Gabriela Chmury. Kompozycje Feldszuh zostały także wykonane m.in. w londyńskiej Wigmore Hall, w Leeds, Yorku, czy w Bard College w Nowym Jorku.
W 2021 roku Muzeum Historii Żydów Polskich Polin planowało muzyczny program edukacyjny dla dzieci przy współpracy z Filharmonią Nowojorską, którego patronką miała być Feldszuh.